# 1912

## Події
- 17 лютого — 29 березня — Загинули п'ять членів Британської антарктичної експедиції 1910—1913 років, після підкорення Південного полюсу (17 січня 1912 року): Роберт Ф. Скотт, Генрі Р. Боверс, Лоуренс Е. Г. Оутс, Едвард Адріан Вілсон, Едгар Еванс.
- 28 листопада — Албанія здобула незалежність
- в Османській імперії, у Центральноанатолійській зоні, яка включає числ. центри землетрусів, відбувся найсильніший в історії цієї країни землетрус магнітудою М 9.
- Республіка Китай (1912—1949).
- У Києві відкрито 11-ти поверховий Хмарочос Гінзбурга — перший хмарочос України.

### Аварії й катастрофи
- 5 березня — Іспанський пароплав Принсіпе де Астуріас (Principe de Asturias) зазнав аварії біля берегів Іспанії. Загинуло 500 чоловік
- 12 квітня — День Першої Пластової Присяги
- 15 квітня — Британський лайнер Титанік (Titanic) затонув у Північній Атлантиці після зіткнення з айсбергом. Загинуло 1469—1503 чоловік.
- 23 вересня — Російський пароплав Обновка затонув на Північній Двіні. Загинуло 115 чоловік.
- 28 вересня — Японський пароплав Кічемару (Kichemaru) затонув біля берегів Японії. Загинуло 1 000 чоловік.

### Наука
- Віктор Франц Гесс довів існування космічних променів
- 18 грудня — на засіданні Лондонського геологічного товариства оголошено про відкриття «пілтдаунської людини», раніше невідомого виду стародавньої людини. В 1953 році встановлено, що це був археологічний обман.

## Народились
Дивись також Категорія:Народились 1912
- 19 січня — Канторович Леонід Віталійович, російський математик, економіст
- 19 січня — Левчук Тимофій Васильович, український кінорежисер
- 19 січня — Стецько Ярослав Семенович, діяч ОУН, заступник С.Бандери
- 23 січня — Борис Олександрович Покровський, радянський і російський оперний режисер, Народний артист СРСР
- 30 січня — Барбара Такман, американський історик, письменник, журналіст, найбільше відома за книгою «Серпневі гармати».
- 6 лютого — Браун Єва, дружина Адольфа Гітлера
- 17 лютого — Нортон Андре (Аліса Марія Нортон), американська письменниця-фантаст
- 20 лютого — П'єр Буль, французький письменник
- 23 березня — Вернер фон Браун, німецький вчений-ракетник
- 8 квітня — Соня Хені, норвезька спортсменка, фігуристка
- 12 квітня — Копелян Юхим Захарович, російський актор
- 15 квітня — Кім Ір Сен, лідер Північної Кореї (1948—94 рр.)
- 19 квітня — Гленн Сіборг, американський фізик, лауреат Нобелівської премії з хімії 1951 року.
- 2 травня — Аксель Шпрінгер, німецький видавець
- 11 травня — Стельмах Михайло Панасович, український письменник
- 19 травня — Гаврило Мартинович Глюк, український живописець (пом.  1983).
- 26 травня — Кадар Янош, керівник соціалістичної Угорщини (1956—87 рр.)
- 27 травня — Чівер Джон, американський письменник
- 28 травня — Патрік Вайт, австралійський письменник
- 23 червня — Тьюрінґ Алан Метісон, англійський математик
- 24 липня — Гриценко Микола Олімпійович, актор
- 4 серпня — Рауль Валленберг, шведський дипломат
- 10 серпня — Амаду Жорже, бразильський письменник
- 23 серпня — Келлі Джин, американський танцівник, актор
- 25 серпня — Хонеккер Еріх, керівник НДР (1973–1989 рр.)
- 30 серпня — Едвард Перселл, американський фізик
- 10 вересня — Бідструп Херлуф, данський карикатурист
- 29 вересня — Антоніоні Мікеланджело, італійський кінорежисер
- 3 листопада — Стресснер Альфредо, президент-диктатор Парагваю (1954—89 рр.)
- 14 листопада — Малишко Андрій Самійлович, український поет, громадський діяч
- 1 грудня — Роман Марчак, голова Проводу ОУН(р) Житомирщини, член Центрального Проводу ОУН(р).
- 8 грудня — Добош Степан Васильович, засновник та перший ректор Ужгородського університету

## Померли
Дивись також Категорія:Померли 1912
- 29 березня — Роберт Фолкон Скотт, британський морський офіцер і керівник двох експедицій до Антарктиди (*1868).
- 26 травня — Високович Володимир Костянтинович — патологоанатом, бактеріолог й епідеміолог (*1854).
- 20 червня — князь Олександр Долгоруков, державний діяч Російської імперії, уродженець Чернігівської області.
- 17 липня — Анрі Пуанкаре, французький математик, фізик, філософ (*1854).
- 5 жовтня — Льюїс Босс, американський астроном, укладач Генерального каталогу зірок

## Нобелівська премія
- з фізики: Нільс Густав Дален за винахід автоматичних регуляторів, що використовуються у сполученні з газовими акумуляторами для джерел світла на маяках і буях
- з хімії: Франсуа Огюст Віктор Гріньяр «За відкриття реактиву Гріньяра, що сприяв розвитку органічної хімії», та Поль Сабатьє «За метод гідрогенізації органічних сполук у присутності дрібнодисперсних металів, який різко стимулював розвиток органічної хімії»
- з медицини та фізіології: Алексіс Каррель, «На знак визнання робіт над судинним швом та трансплантації кровоносних судин й органів»
- з літератури: Гергарт Гауптман
- премія миру: Еліу Рут, «За зусилля зі зміцнення миру в західній півкулі»